# Никопол
Вижте пояснителната страница за други значения на Никопол.
Нико̀пол (на латински: Nicopolis; на турски: Niğbolu; на гръцки: 
Νικόπολις) е град в Северна България. Той се намира в област Плевен на северната граница на България река Дунав. Градът е административен център на община Никопол. По данни на ГРАО към 15 юни 2023 г. в града живеят 3482 души по настоящ адрес и 4179 души по постоянен адрес.

## География
Град Никопол е разположен на десния бряг на р. Дунав, на силно пресечен равнинен и хълмист терен. Намира се на 57 km североизточно от областния център Плевен и на 217 km от столицата София. Най-близките български градове са центровете на съседните общини: Гулянци – на 25 km югозападно и Белене – на 34 km югоизточно от Никопол. На отсрещния бряг на граничната река Дунав е румънският град Турну Мъгуреле – на 1 km до пристанището и 7 km до центъра му.
Към Никопол водят два пътя от републиканската пътна мрежа: от запад II-34, посоки Плевен и Гулянци, и от юг II-52, посока Белене и Свищов.
От север градът е естествено ограден от река Дунав, на запад е скалистият бряг на река Осъм, а на изток – стръмният дол на Ерменлуйска река. Най-широк е теренът на юг, към Въбелското плато, но и то е сравнително тясно.
Градът е център на община Никопол, която обхваща селата: Асеново, Бацова махала, Въбел, Дебово, Драгаш войвода, Евлогиево, Жернов, Лозица, Любеново, Муселиево, Новачене, Санадиново и Черковица.
Землището на град Никопол заема площ от 35,185 km². Съседните селища са: на запад – Черковица, на югозапад – Жернов, на юг – Въбел и на югоизток – Драгаш войвода.
Климатът е умерено-континентален и сравнително влажен вследствие близостта на река Дунав, с горещо лято и студена зима.
- Влизане в Никопол откъм запад, отляво е фериботният кей
- Изглед към Дунав и Турну Мъгуреле от Никопол

## История
Според археологическите проучвания, най-ранните следи от живот датират от времето на старокаменната епоха. В района на хълма Калето са открити останки от времето на траките (1200 – 100 г. пр. н. е.)

### През Римско време
По времето на Римската империя селището е включено в провинцията Мизия. По-късно, през IV век, след разделянето на Римската империя, остава в границите на Източната Римска империя (Византия). През 1059 г. получава името Никопол (Никополис – град на победите). От тази епоха датират откритите надгробни плочи на Авила Линхе и още една в чиято украса е изобразен римски конник, жертвеник, посветен на богинята Диана. Най-популярен е саркофагът, който е вграден в Чешмата на Елия, изградена през II век от обикновения римлянин Фронтона в памет на рано починалата му жена. През XIX век археологът Дижарден, трогнат от стиховете, поставя втора плоча с превод на френски. Сега към чешмата води хубава алея.

### Второ българско царство
През 1393 г. при завладяването от османските турци на столицата на българското Търновско царство град Търново, българският цар Иван Шишман се намира в силно укрепената Никополска крепост, където заема отбранителна позиция. Така Никопол на практика става българска столица до 1395 г., когато в неравна битка е превзет от турските нашественици. Те убиват Иван Шишман на 3 юни 1395 г. и неговото царство престава да съществува като държава. След падането на Никопол градът става център на Никополския санджак, който обхващал територията на Търновското царство в границите от края на съществуването му. Към него са спадали казите Иврача (бълг. Враца), Ловча (бълг. Ловеч), Плевне (бълг. Плевен), Мроморнича (бълг. Мраморница) – до 1516 г. и др.
Битката при Никопол от 1396 г. се състои на 25 септември близо до укрепения град и се явява краят на предпоследния голям кръстоносен поход в Средновековието. Поражението на силите, изпратени срещу османците от Франция, Англия, Шотландия, Унгария, Свещената Римска империя, Полша, Швейцария, Венеция, Генуа, Влашко, България и ордена на рицарите на Св. Йоан, е и последният удар срещу загиващото Второ българско царство и угасване на една от последните европейски надежди за спасяването на Константинопол.
В бурните години на залеза на Второто българско царство Калимах и Ян Длугош посочват Никопол като „столица на България“, със стратегическо пристанище. Може би това произтича от факта, че Никопол е последната резиденция на цар Иван Шишман. Никополската крепост е наполовина заобиколена от река Дунав, от изток е защитена от висок хълм, докато останалата част от града е опасана с линия от ниски хълмове. Извън стените на града са вдигнати жилищни колиби. Според сведенията на летописците ѝ, на 16 октомври 1444 г. сборната кръстоносна армия на Владислав III Ягело и Янош Хуняди прави опит да разруши крепостните стени, изградени с малки камъни. Скоро кръстоносците изоставят това поради липса на достатъчно обсадна техника и поради отпора на защитниците, командувани от Мехмед бей. Тук към кръстоносната армия се присъединява отряд от 4000 влашки войници, водени от Влад II Дракул.
През 1469 г., четвърт век след безуспешния поход на Владислав III Ягело и Янош Хуняди, през Никопол тържествено преминава шествието с мощите на свети Иван Рилски, пренесени от Търново в Рилския манастир.

### Под османско владичество
През периода XV век – XVII век, по време на османското владичество, Никопол е един от най-големите военно-административни центрове със силна крепост и интензивен стопански, духовен и политически живот. През XVI-XVII век, до масовите им изселвания към Тракия, Никополският санджак е основният център на българските павликяни, а след активизирането на католическата пропаганда сред тях през XVII век става център на католическа епископия.
При управлението на султан Мурад IV (1623 – 1640) в Нийболу работи неголяма османска монетарница, в която се секат сребърни акчета.
През 1738 г. в Никопол населението е преобладаващо турско. Градът започва да запада през XVIII – XIX век и в крайна сметка загубва статута си на голям военно-административен и обществено-политически център.
През 1871 г. общественикът Никола Кайтазов, учителят Симеон Василев Симеонов и свещеникът Христо Ламбринов основават първото читалище, наречено „Напредък“. За негов председател е избран Никола Кайтазов. Читалището се е помещавало в къщата на братя Никола и Димитър Кайтазови. През 1873 г. „Напредък“ започва да развива активна театрална дейност под ръководството на учителя Тодор Станчев, който пише и поставя поучителни пиеси. Станчев създава училищен хор, който по-късно ще прерасне в „Певческа дружина“ към читалището, в която участват както деца, така и възрастни, пеещи по ноти.
Никопол в последните дни на османското владичество е с население около 20 хил. души, от които повечето са турци. Градът има три квартала: турски, български и еврейски, като в българския са построени красива църква и хубаво училище.

### Освобождение от османско владичество
По време на освободителната Руско-турската война (1877 – 1878) Никопол е силно пострадал от руските батареи на отсрещния бряг на река Дунав, които с 63 обсадни и полеви оръдия го обстрелват масивно по време на десанта при Свищов, за да отвлекат вниманието на турците. На 15 юни (стар стил) / 27 юни (нов стил) градът е подпален и продължава да гори една седмица. След преминаване на Дунав при Свищов, за превземане на крепостта на Никопол руското командване изпраща Западния отряд от 35 000 души, командван от генерал Криденер. Той настъпва към града с IX Армейски корпус в състав: по 6 полка пехота и кавалерия, 2 бригади и 2 батареи артилерия и 1 сапьорна рота. Силите са разделени на 2 колони: дясната да овладее и задържи с. Въбел и да подпомага главният удар на лявата от запад и югозапад, където противниковата отбрана е най-слаба. Битката започва сутринта на 3/15 юли около 4 ч. Турските войски (около 8500 души под командването на Хасан паша) са заели широк отбранителен фронт на 2 линии в селата около града – от Ерменлуй (Драгаш войвода) чак до Сомовит. Затова лявата колона се разделя на две подколони при с. Дебово: първа – между реките Осъм и Вит през селата Гаурене (Милковица), Сомовит и Черковица и втора – около река Осъм през Муселиево и Джорно (Жернов).
След Гаурене част от първата се отделя и преминава към втората, която овладява последователно с боеве Муселиево и Джорно. Около 14 ч. полковник Иван Тутолмин превзема Сомовит. Сраженията през деня се водят при крайно тежки условия: температурата е над 35 °C, а в околността няма питейна вода. Дясната колона атакува, но напредва по-бавно: от юг превзема редута северно от Въбел и част от Никополския овраг, но го овладява напълно едва в 19 часа, когато турците се прибират в крепостта, а настъплението от югоизток е спряно. Вечерта се прекратяват боевете, но руските войски са превзели първата отбранителна линия на турците и по-важната част от втората като плътно са обсадили града. На сутринта под заплахата от бунт на войската си Хасан паша се предава с целия останал гарнизон. Пленени са 7000 турски войници и изпратени в Букурещ. Придвижващият се към града Осман паша е принуден да се насочи към Плевен. Така на 4/16 юли 1877 г. Никопол е освободен от османско владичество.

### Паметници
- Паметник над братска могила на подпоручик Ширяев и нисши чинове от 122-ри Тамбовски полк, убити на 3 юли 1877 г. при атаката на редута от крепостта Никопол и погребани на 4 юли в същия редут
- Паметник на майор Василий Николаевич Волчанецкий от 20-и Галицки пехотен полк, убит на 3 юли 1877 г. при щурма на крепостта Никопол
- Паметник над братска могила на щабс-капитан Александър Чут от 18-и Вологодски пехотен полк, убит на 3 юли 1877 г. при атаката на крепостта на Никопол и прапоршчик Виктор Андреевский от същия полк, починал в лазарета от получените рани
- Паметник над братска могила на нисши чинове (вероятно от 122-ри Тамбовски полк), убити на 3 юли 1877 г. при атаката на южния редут на Никопол

## Население
Численост на населението според преброяванията през годините:
| \| Година на преброяване \| Численост \| \| --------------------- \| --------- \| \| 1934 \| 5022 \| \| 1946 \| 5464 \| \| 1956 \| 5763 \| \| 1965 \| 5402 \| \| 1975 \| 5568 \| \| 1985 \| 5314 \| \| 1992 \| 4909 \| \| 2001 \| 4512 \| \| 2011 \| 3186 \| \| 2021 \| 2359 \| |           |
| Година на преброяване | Численост |
| 1934 | 5022      |
| 1946 | 5464      |
| 1956 | 5763      |
| 1965 | 5402      |
| 1975 | 5568      |
| 1985 | 5314      |
| 1992 | 4909      |
| 2001 | 4512      |
| 2011 | 3186      |
| 2021 | 2359      |

Етническият състав включва 889 българи и 1940 турци.

## Политика
На изборите за кмет след 1989 г. са получени следните резултати:
- 1991 – инж. Иван Дрончев (Предизборна коалиция БСП, БЗНС Александър Стамболийски, ПК Екогласност) печели на първи тур с 57 % срещу Цветан Петров (Народен съюз).
- 1995 – инж. Иван Дрончев (независим).
- 1999 – инж. Любен Лаков (БСП) печели на втори тур с 53 % срещу Пеньо Стоянов (независим).
- 2003 – инж. Любен Лаков (БСП, ПД „Социалдемократи“) печели на втори тур с 64 % срещу Пеньо Стоянов (БЗНС – Народен съюз).
- 2007 – Валерий Желязков (БЗНС) печели на втори тур с 52,36 % срещу Любен Лаков (БСП).
- 2011 – Емил Бебенов (БСП) печели на втори тур с 54,23 % срещу Валерий Желязков (ГЕРБ).
- 2015 – Валерий Желязков (ГЕРБ) печели на втори тур с 51,36 % срещу Емил Бебенов (БСП).[12]
- 2023 – Емил Цеков (БСП)

## Икономика
Град Никопол има пристанище на река Дунав. Там е изграден фериботен кей – съоръжение, с помощта на което пътува ферибот до отсрещния град Турну Мъгуреле на румънския бряг и обратно. Корабите правят на ден по 2 курса във всяка посока по 30 минути: от Никопол тръгват в 11 и 17 ч., а от Турну Мъгуреле – в 10 и 18 ч. Заради ферибота е основно ремонтиран и застлан с нова асфалтова настилка пътят Плевен – Асеново – Никопол. 
През 1965 година в Никопол е създаден завод за батерии на брега на Дунав. Той е модернизиран през 1984 г., когато е построен нов сграден фонд. През 1998 година е приватизиран от частната компания „Батерия АД“. Ha българския пазар присъства c марката батерии „МАХ“. От 2013 г. заводът е обявен за продажба с лиценз за производство на хлор-цинкови и въглеродно-цинкови батерии, и разработен проект за производство на литиеви акумулатори с капацитет от 20 до 50 Ah и напрежение 3,2 V. С този проект се предвижда заводът да стане единственият по рода си в Източна и Средна Европа.
Правени са разработки за построяване на хидровъзел „Никопол-Турну Мъгуреле“, които са възобновени. Според анализ на екоминистерството от 1999 г. то ще доведе до повишаване на нивото на реката със 7 m, 3/4 от Никопол и 500 хил. дка земеделски земи ще бъде залети, като Никопол ще остане само на високата част на платото. Останалите критики са стандартните за хидротехнически съоръжения.
Други:
- „ЕЛИЯ“ АД – производство на електроизмервателна апаратура
- „Чайка“ АД – производство на работно и фирмено облекло

През 2000 г. в град Никопол е създаден Център за общинско развитие „Милениум-Никопол“ за стимулиране и подпомагане на местната икономика, здравеопазване, култура, спорт и туризъм.

## Обществени институции
- Община
- Районно полицейско управление
- Районен съд
- Нотариус
- Общинска служба „Земеделие“
- Многопрофилна болница за активно лечение
- Бензиностанции – Ултра Никопол и Benzinarie (в центъра); Петрол (на разклона за Черковица)
- Банки – ДСК и Пощенска банка (Юробанк)
- Граничен контролно-пропускателен пункт за ферибота
- Училища и детски градини:
  - Средно училище „Христо Ботев“[17]
  - Детска градина № 1 „Щастливо детство“[18]
- Народно читалище „Напредък 1871“
- Бюро по труда

## Забележителности
Никопол е част от Природен парк Персина. В региона на града има защитени видове и обекти като Скалната църква, дървото гинко билоба, сладък корен и др.
Крупна културна забележителност в града е Никополската крепост, наричана от местното население просто „Калето“. Тя е създадена от римляните като граничен укрепен пост. Около него се изгражда селището Секуриска, наречено по-късно Никополис. На Калето е построена защитената Скална църква – част от манастирски комплекс от Х-ХI век. Там е запазена част от големия дворец на един от последните български царе Иван Шишман. Най-старият запазен паметник е кръстокуполната църква „Св. св. Петър и Павел“, строена през XIII – XIV век, позната като „Манастирчето“.
В Никопол има пет паметника на руски войници и офицери, загинали за освобождението на града през Руско-турската война 1877 – 1878 г. Най-големият от тях е паметникът на победата, построен през 1906 г. в чест на руските войни, загинали в битката за освобождението на гр. Никопол на 3 – 4/15 – 16 юли 1877 г.
Почти в центъра на града се намира Паметникът на кръстоносците, преминали през града през XII век. Художественият монумент „600 години от битката при Никопол“ е посветен на единството на европейските народи.
Чешмата на Елия се намира в южната част на гр. Никопол, на 1 km от река Дунав. Представлява античен саркофаг от II век с латински надпис, който по-късно е вграден в чешма. Челната и стена е висока З m и широка 4 m. В днешно време е действаща изворна чешма и е регистрирана като паметник на културата.
Църква „Успение Богородично“ е построена през Възраждането и богато украсена с дърворезба и икони. Днес е действащ православен храм.
В Никопол се намира тюрбето (гробницата) на мюсюлманския светец Али Коч Баба. Според османските архиви от XVI век, Али Коч Баба е дервиш, обявен за светец. Допреди 20 години на хълма се е издигал вековен дъб. Според преданието, той е израснал от овчарската гега на Али Коч Баба, който я забил там, преди да издъхне. Мюсюлманският светец е почитан като лечител с тържества, които съвпадат с православния Гергьовден.
В южната част на Никопол се намира Смоляновата къща, която днес е къща музей „Васил Левски“. Представлява типична градска българска къща от преди Освобождението. Една от къщите на сем. Смолянови, в която се е укривал Васил Левски. Реставрирана през 1968 г. и днес е със статута на етнографски музей.
В града има музей, в който се намират много от находките, намерени при разкопки, както и много запазени стари книги и снимки на стария град.
В художествената галерия са изложени 55 творби, дарени през последните 40 години, предимно от местни художници и скулптори.

## Редовни събития
Редовни събития в града са ежегодните Крайдунавски празници, за които са характерни представленията на самодейни състави, концерти, изнасяни от училището и читалището, изпращане на абитуриентския випуск, както и други културни събития.
Друго редовно събитие е празникът на града. Отбелязва се в дните петък, събота и неделя от седмицата, в която се отбелязва църковният празник Успение на Пресвета Богородица (около 15 август). Празникът се празнува 3 дни от всички жители с много забавления, пазаруване и весели моменти.

## Спорт
Футболният клуб на града се казва „Ситомир“.
Екопътека Никопол

## Личности
- Тодор Балина – религиозен и политически деец, водач на бунт през 1598 г. в Търново с архиепископ Дионисий Рали.
- Никола Димитров Найденов (6. VI. 1880 – 25. XII. 1939 г.) – съосновател на Радикалдемократическата партия.
- Константин Димитров Коцев – род. 1891 г. – началник на канцеларията при Министерството на войната, командир на 9-а пехотна Плевенска дивизия, генерал-майор.
- Любен Г. Икономов – професор в Инженерно-строителния институт (ВИАС). От 1945 до смъртта си през 1956 г. живее в София.
- Боян Икономов (1900 – 1973) – именит композитор, първите му по-значителни прояви са във Франция и Швейцария. Автор на 3 симфонии, 6 квартета, 2 инструментални концерта, операта „Индже“ и балетите „Седемте смъртни прегрешения“, „Трагедията на Отело“ и „Светлината залива всичко“. Умира на 27 март 1973 г. в София.
- Проф. Ибрахим Тосун Татарлъ (1925 – 2013) – народен представител в VII ВНС и XXXVI и XXXVII народно събрание, лингвист и фолклорист, основател на катедрата по турски език и литература в Софийския университет.
- Ибрахим Карахасан-Чънар (р. 1955 г.) – писател, историк, етнолог, журналист; автор на тетралогията „Светът на исляма“, както и на книгите „Турция“, „Етническите малцинства в България“ и „Етническа и религиозна мозайка на България“
- Доц. Александър И. Шикаланов – род. 1955 г., компютърен специалист, преподавател в УНСС и УниБИТ.
- Йордан Тодоров (р. 1980 г.) – журналист, режисьор на документални филми, писател.
- Кирил Монков (р. 1974 г.) – художник в областта на кавалетната и монументалната живопис.
- Венцислав Василев (р. 1959 г.) – художник в областта на живописта и скулптурата.
- Васил Н. Левски, македоно-одрински опълченец, 32-годишен, стражар, 1-ва рота на 11-а серска дружина, орден „За храброст“ IV степен[19]
- Красимир Генов (р. 1958 г.) – професор по неврология, доктор на медицинските науки. Ръководител на Клиниката по нервни болести към Военномедицинска академия, МБАЛ – София (2005-2018 г.) и Клиниката по нервни болести към Втора МБАЛ – София (от 2018 г. към 2025 г.)

## Никопол в изкуството
- В Никопол се развива част от действието в романа „Far from the Danube“ на британския писател Кристофър Бакстън. Главният герой в него е българката Мария Искра, която загубва баща си, преживява битката край Никопол и спасява живота на френския рицар Жил Гюитон. Мария Искра напуска България, за да последва любимия си през няколко европейски държави до родната му Нормандия.
- Градът дава името си на героя Алсид Никопол от научнофантастичната трилогия „Никопол“. Неин автор е легендарният френски автор на комикси от босненски произход Енки Билал.
- Първата история на града, „Никопол през вековете“, е публикувана от Александър Бохачек през 1937 г.

## Други
На Никопол е наречена улица в София (Карта), както и морският нос Никопол на остров Ливингстън в Антарктика.